# Just Cause 3
Just Cause 3 – komputerowa gra akcji, stworzona przez Avalanche Studios i wydana przez Square Enix. Proces tworzenia rozpoczął się w 2012. Gra została zapowiedziana  11 listopada 2014. Premiera odbyła się 1 grudnia 2015 na platformy Windows, PlayStation 4 oraz Xbox One.

## Rozgrywka
Just Cause 3 to przygodowa gra akcji z otwartym światem, przedstawiona z perspektywy trzeciej osoby. Akcja rozgrywa się na fikcyjnej śródziemnomorskiej wyspie Medici, sześć lat po wydarzeniach z poprzedniej części. Gracz wciela się w Rico Rodriguez’a, który wraca do ojczyzny, opanowanej przez generała Di Ravello i dołącza do rebeliantów, dążących do obalenia dyktatora. Świat gry wielkością jest taki sam jak w Just Cause 2 (400 mil kwadratowych) i składa się z pięciu biomów, posiadający unikatowy krajobraz i punkty orientacyjne.
Główne elementy gracza z wcześniejszych części – spadochron oraz linka – pojawiły się ponownie, ale ulepszono mechanikę ich działania. Niezmieniony pozostał system zniszczeń otoczenia, za które bohater dostaje punkty. Nowością jest wingsuiting, dzięki któremu można znacznie szybciej przebyć dalekie dystanse w otwartym świecie gry.

## Odbiór gry
Just Cause 3 spotkała się z mieszanymi reakcjami krytyków. Recenzenci chwalili otwarty świat i mechanizmy destrukcji, z drugiej strony krytykowana była optymalizacja gry i słaba narracja bohaterów.